# Myxininae
Myxininae – podrodzina bezżuchwowców z rodziny śluzicowatych (Myxinidae).

## Rodzaje
Podrodzina obejmuje kilka rodzajó:
- Myxine Linnaeus, 1758
- Nemamyxine Richardson, 1958
- Neomyxine Richardson, 1953
- Notomyxine Nani & Gneri, 1951 – jedynym przedstawicielem jest Notomyxine tridentiger (Garman, 1899)